# Савин, Николай Петрович
Николай Петрович Савин (1927—2001) — бригадир тракторно-полеводческой бригады совхоза «Приволжье» Приволжского района Куйбышевской области, Герой Социалистического Труда (07.12.1973).
Родился в 1927 году в селе Натальино Самарского уезда Самарской губернии (ныне — Безенчукский район Самарской области).
После окончания 5 классов сельской школы работал в хозяйстве родителей, затем в колхозе разнорабочим.
В последующем окончил курсы механизаторов и курсы бригадиров, училище механизации. Работал трактористом МТС и бригадиром тракторно-полеводческой бригады совхоза «Приволжье» Приволжского (до 1957 года — Молотовского, в 1963-1967 гг. Безенчукского) района Куйбышевской области.
Указом Президиума Верховного Совета СССР от 7 декабря 1973 года за большие успехи, достигнутые во Всесоюзном социалистическом соревновании, и проявленную трудовую доблесть в выполнении принятых обязательств по увеличению производства и продажи государству зерна и других продуктов земледелия в 1973 году, присвоено звание Героя Социалистического Труда с вручением ордена Ленина и золотой медали «Серп и Молот».
Награждён орденами Октябрьской Революции (08.04.1971), «Знак Почёта» (дважды — 21.11.1958; 23.06.1966), медалями.
Жил в Самарской области. Умер в 2001 году.